# Pârâul Mănăstirii, Bistrița
Pârâul Mănăstirii este un curs de apă, afluent al râului Bistrița. 

## Hărți
- Harta Munții Tarcău  Arhivat în 22 februarie 2010, la Wayback Machine.